# Monte Pulong Bato
El Monte Pulong Bato Es un monolito ubicado en la ciudad de Zamboanga en la península de Zamboanga, el extremo occidental de la isla de Mindanao en las Filipinas. La montaña está situado en el Parque Abong - Abong dentro del parque natural Pasonanca, en el Barangay de Pasonanca, a pocos kilómetros del centro de la ciudad.
Pulong Bato se hizo célebre cuando el Instituto Filipino de Vulcanología y Sismología ( PHIVOLCS ) confirmó que la montaña es un volcán, hecho que es desconocido para la mayoría de la gente. A diferencia de las otras montañas que rodean la ciudad, solo el monte Pulong Bato está hecho de roca sólida.